# Alexandr Shushemoin
Aleksandr Aleksandrovitch Chouchemoïne (en ruso: Александр Александрович Шушемоин; Petropavl, 23 de febrero de 1987) es un ciclista kazajo.

## Palmarés
2006
- 1 etapa del Way to Pekin

2011
- 2.º en el Campeonato de Kazajistán en Ruta

2014
- 2.º en el Campeonato de Kazajistán en Ruta

2015
- 1 etapa del Tour de Irán

2016
- 2.º en el Campeonato de Kazajistán en Ruta